# Anarco-femminismo

Bandiera anarco-femminista

L'anarco-femminismo, noto anche come femminismo anarchico o anarchismo femminista, combina l'anarchismo con il femminismo. L'anarco-femminismo pone generalmente il patriarcato e i ruoli di genere tradizionali come manifestazioni di una gerarchia coercitiva che dovrebbe essere sostituita (o distrutta) da una libera associazione decentralizzata. Le persone dall'ideologia anarco-femminista credono che la lotta contro il patriarcato sia una parte essenziale del conflitto di classe e della lotta anarchica contro lo Stato e il capitalismo. Secondo L. Susan Brown "poiché l'anarchismo è una filosofia politica che si oppone a tutte le relazioni di potere, è intrinsecamente femminista". 
L'anarcofemminismo è, quindi, una filosofia anti-autoritaria, anticapitalista e anti-oppressiva, sostenitrice della libertà delle donne e delle persone non eteronormate.

## Storia

### Prodromi
Il tema femminista si era proposto, in seno al movimento anarchico, già a metà del XIX secolo. Connesso alla nascita del termine libertario, Joseph Déjacque, evidenziava l'assenza di una visione equilibrata in tal senso, nel pensiero anarchico di Proudhon.  Una sua lettera pubblica evidenzia il livello dello scontro; anarchico e femminista, o quantomeno anti-maschilista, Déjacque mette con largo anticipo in piazza un tema che verrà compiutamente sviluppato nel secolo successivo. 
(Joseph Déjacque, De l'être-humain mâle et femelle, Lettre à P.J. Proudhon 1857)

## Le idee
L'anarco-femminismo è stato ispirato alla fine del XIX secolo dal pensiero di autrici e teoriche come la femminista ante-litteram Emma Goldman e dall'anarchica femminista e pacifista Voltairine de Cleyre, entrambe provenienti dagli Stati Uniti.
L'inglese Mary Wollstonecraft, pur essendo di stampo liberale, aveva un punto di vista "proto-anarchico" e William Godwin, suo marito, spesso è considerato un precursore importante dell'anarco-femminismo.
L'anarco-femminismo critica i punti di vista di molti dei teorici tradizionali dell'anarchia come Pierre-Joseph Proudhon o Michail Bakunin, perché essi vedevano il patriarcato come problema secondario in quanto interno al capitalismo e che quindi sarebbe sparito con esso.
Nelle fasi iniziali della costruzione del pensiero anarchico, alcuni persino sostenevano il patriarcato: Proudhon, ad esempio, individuava nella famiglia l'unità fondamentale della società e della sua moralità e pensava che le donne dovessero assumersi la responsabilità del loro ruolo nella famiglia tradizionale.
Un aspetto importante dell'anarco-femminismo è l'opposizione ai concetti tradizionali dei ruoli della famiglia, di formazione e di genere. L'istituzione del matrimonio è una delle maggiormente criticate, non solo dagli anarco-femministi ma anche dagli anarchici in generale. Voltairine de Cleyre ha sostenuto che il matrimonio ha soffocato l'evoluzione individuale e la Goldman ha sostenuto che esso «condanna le donne per tutta la vita alla dipendenza, al parassitismo, per completa inservibilità di sé stesse se non come individuo in funzione del sociale».

## Il movimento
Durante la guerra civile spagnola, un gruppo anarco-femminista chiamato Mujeres Libres (“donne libere”) difendeva le posizioni sia anarchiche che femministe.
I fatti relativi costituiscono la prima messa in pratica di idee che aleggiavano ormai da più di mezzo secolo.
Le anarco-femministe inoltre hanno lottato a favore della famiglia non-gerarchica e delle strutture educative e hanno avuto un importante ruolo nella creazione della c.d. “scuola moderna” basata sulle idee di Francesc Ferrer i Guàrdia a New York.
Un gruppo anarco-femminista contemporaneo sono il movimento sociale di donne Mujeres Creando in Bolivia.
Nel 2009 un gruppo anarcofemminista,  durante la "Anarchist Conference 2009" di Londra, ha proiettato un video "fuori programma",  sul sessismo all'interno del movimento anarchico a causa del rifiuto e dello scarso interesse manifestato dagli organizzatori rispetto all'inserire nella conferenza delle discussioni sul femminismo.

## Testi di riferimento
- Emma Goldman, Anarchia femminismo e altri saggi, Torino, La Salamandra, 1976  [1910].
- (EN) L. Susan Brown, The Politics of Individualism : Liberalism, Liberal Feminism and Anarchism, Montréal, Black Rose, 2002  [1993], ISBN 1-55164-202-6.
- Martha A. Ackelsberg, Mujeres libres. L’attualità della lotta delle donne anarchiche nella rivoluzione spagnola, Milano, zero in condotta, 2005.